# Conrad Ansorge
Conrad Ansorge, con nombre completo Conrad Eduard Reinhold Ansorge, (15 de octubre de 1862-13 de febrero de 1930) fue un pianista, compositor y profesor alemán.

## Biografía
Conrad Eduard Reinhold Ansorge nació el 15 de octubre de 1862 en Buchwald (Silesia, Alemania). Estudió en el Conservatorio de Leipzig entre los años 1880 y 1882 y con Franz Liszt en Weimar entre 1885 y 1886. Realizó giras por Europa y Estados Unidos. Fue conocido por sus interpretaciones de obras de Ludwig van Beethoven.
El 15 de abril de 1890, se representó su sinfonía Orpheus en el Steinway Hall de Nueva York, bajo la dirección de Theodore Thomas. Se convirtió en profesor de piano en Weimar en 1893. Desde 1898 hasta 1903 impartió clases en Berlín, en el Conservatorio Klindworth-Scharwenka.
En 1920, se convirtió en director de clases magistrales de piano en la Academia Alemana (Deutschen Akademie für Musik und Darstellende Kunst) en Praga.
Entre los alumnos de Conrad Ansorge se encontraban: Selim Palmgren, Eduard Erdmann, James Simon, Alice Herz-Sommer y Wilhelm Furtwängler.
Se casó con la pianista Margarete Wegelin, con la que tuvo un hijo, Joachim (1893-1947), también pianista y profesor. Falleció en Berlín el 13 de febrero de 1930.

## Obra

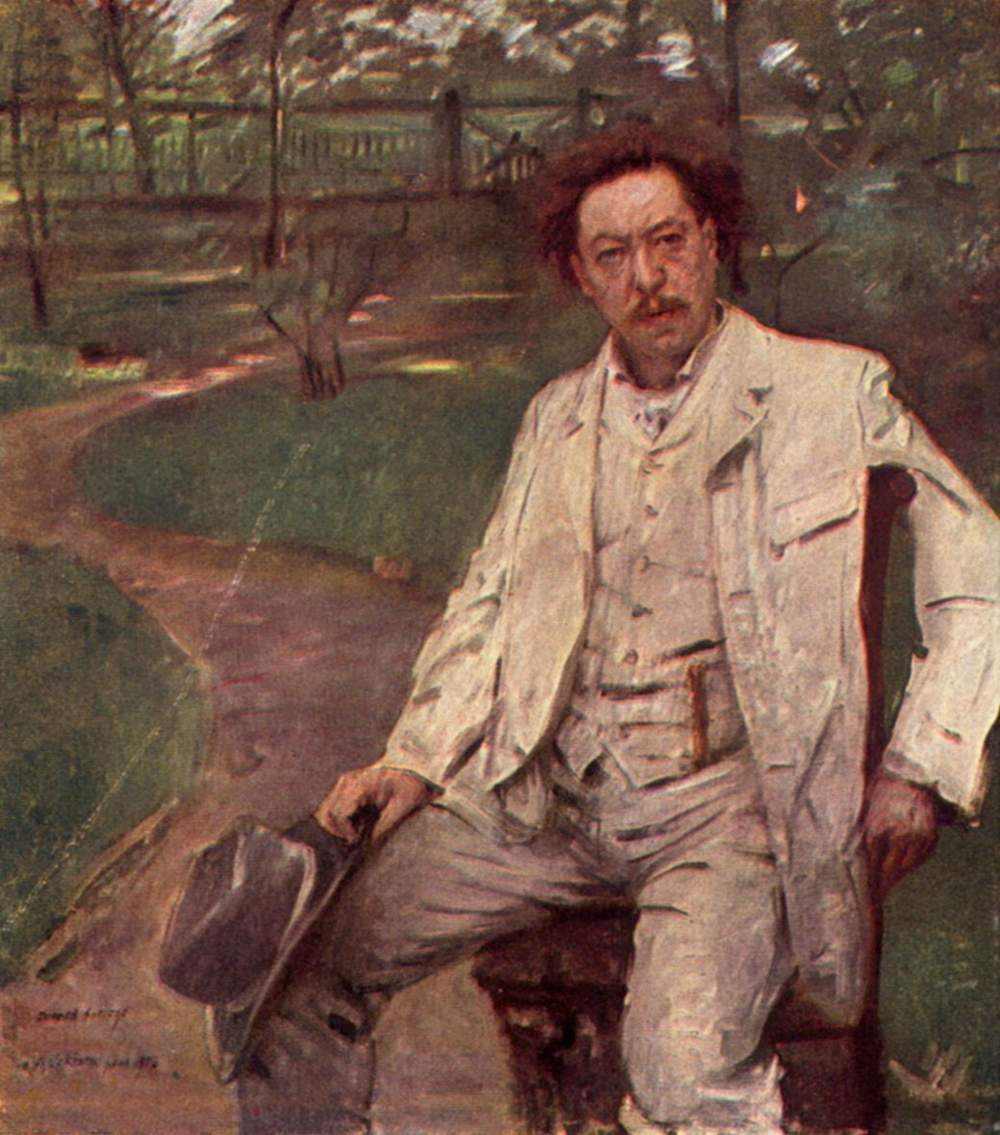
Retrato de Conrad Ansorge en 1903, de Lovis Corinth.

En 1905, realizó algunas grabaciones para Welte-Mignon de obras de Liszt, Schumann y otros. También compuso un Réquiem, dos sinfonías, un concierto para piano, tres sonatas para piano, dos cuartetos para cuerdas y otras obras. Nueve de ellas se encuentra dentro del repertorio actual.